# Southern California Surf
Southern California Surf, mais conhecido como SoCal Surf, foi uma agremiação esportiva da cidade de Carlsbad, Califórnia.  Disputava a Premier Development League.

## História
Fundado como North County Battalion, o clube disputou a National Premier Soccer League em 2016. Em 2017 se transfere para a PDL e disputa apenas uma temporada. Em 2018 o clube é extinto.